# داش فشل
داش‌ فشل هي قرية في مقاطعة شوط‌، إيران. يقدر عدد سكانها بـ 24 نسمة بحسب إحصاء 2016.